# Retro (TV-program)
Retro är ett dokumentärprogram i SVT, som handlar om populärkultur under framförallt 1980- och 90-talen.

## Avsnitt

### Säsong 1
| Avsnitt | Sändningsdatum   | Titel                                           | Ämne                                                  | Källor |
| ------- | ---------------- | ----------------------------------------------- | ----------------------------------------------------- | ------ |
| 1       | 27 juni 2014     | "Dansvågen"                                     | nya dansstilar                                        | [ 1 ]  |
| 2       | 4 juli 2014      | "Twin Peaks"                                    | Twin Peaks                                            | [ 2 ]  |
| 3       | 18 juli 2014     | "Supermodellerna"                               | fotomodeller                                          | [ 3 ]  |
| 4       | 25 juli 2014     | "Irriterande hits"                              | irriterande hitlåtar enligt tidskriften Rolling Stone | [ 4 ]  |
| 5       | 1 augusti 2014   | "Tom's Diner"                                   | Seinfeld & Suzanne Vega                               | [ 5 ]  |
| 6       | 8 augusti 2014   | "Klassiska dueller"                             | sportdueller med svenskt deltagande                   | [ 6 ]  |
| 7       | 15 augusti 2014  | "Trackslistan"                                  | Trackslistan                                          | [ 7 ]  |
| 8       | 22 augusti 2014  | "Strand-TV"                                     | "lättklädda TV-serier"                                | [ 8 ]  |
| 9       | 29 augusti 2014  | "Videovåld och varningsetiketter"               | videovåld, hårdrock, kontroversiella sångtexter       | [ 9 ]  |
| 10      | 5 september 2014 | "80-talets regissörer tar ungdomarna på allvar" | ungdomsfilm                                           | [ 10 ] |

### Säsong 2
| Avsnitt | Sändningsdatum    | Titel                                 | Ämne                                                  | Källor |
| ------- | ----------------- | ------------------------------------- | ----------------------------------------------------- | ------ |
| 1       | 22 juli 2015      | "Ung och berömd"                      | barnstjärnor                                          | [ 11 ] |
| 2       | 29 juli 2015      | "Sveriges svar på MTV"                | ZTV                                                   | [ 12 ] |
| 3       | 5 augusti 2015    | "Stor i Japan"                        | Svenska artister framgångsrika i Japan                | [ 13 ] |
| 4       | 12 augusti 2015   | "Han var för snygg och för överklass" | brittisk romcom                                       | [ 14 ] |
| 5       | 19 augusti 2015   | "Reklamfilmsmusik""                   | musik i reklamfilmer                                  | [ 15 ] |
| 6       | 26 augusti 2015   | "Intelligenta maskiner"               | artificiell intelligens i science fiction-film        | [ 16 ] |
| 7       | 2 september 2015  | "Pop på tyska"                        | popmusik från Västtyskland och Österrike              | [ 17 ] |
| 8       | 9 september 2015  | "Arvet efter Python: England"         | brittisk humor                                        | [ 18 ] |
| 9       | 16 september 2015 | "Arvet efter Python: USA och Sverige" | influenser från brittisk humor utanför Storbritannien | [ 19 ] |
| 10      | 23 september 2015 | "Uppföljare"                          | uppföljarfilmer                                       | [ 20 ] |

### Fotnoter
1. ↑  ”SVT1 2014-06-27”. Svensk medeidatabas. 27 juni 2014. http://smdb.kb.se/catalog/id/003511351. Läst 31 augusti 2014.
2. ↑  ”SVT1 2014-07-04”. Svensk medeidatabas. 4 juli 2014. http://smdb.kb.se/catalog/id/003512626. Läst 31 augusti 2014.
3. ↑  ”SVT1 2014-07-18”. Svensk medeidatabas. 18 juli 2014. http://smdb.kb.se/catalog/id/003514817. Läst 31 augusti 2014.
4. ↑  ”SVT1 2014-07-25”. Svensk medeidatabas. 25 juli 2014. http://smdb.kb.se/catalog/id/003515982. Läst 31 augusti 2014.
5. ↑  ”SVT1 2014-08-01”. Svensk medeidatabas. 1 augusti 2014. http://smdb.kb.se/catalog/id/003517125. Läst 31 augusti 2014.
6. ↑  ”SVT1 2014-08-08”. Svensk medeidatabas. 8 augusti 2014. http://smdb.kb.se/catalog/id/003518533. Läst 31 augusti 2014.
7. ↑  ”SVT1 2014-08-15”. Svensk medeidatabas. 15 augusti 2014. http://smdb.kb.se/catalog/id/003521903. Läst 6 september 2014.
8. ↑  ”SVT1 2014-08-22”. Svensk medeidatabas. 22 augusti 2014. http://smdb.kb.se/catalog/id/003521057. Läst 31 augusti 2014.
9. ↑  ”SVT1 2014-08-29”. Svensk medeidatabas. 29 augusti 2014. http://smdb.kb.se/catalog/id/003522455. Läst 22 juli 2015.
10. ↑  ”SVT1 2014-09-05”. Svensk medeidatabas. 5 september 2014. http://smdb.kb.se/catalog/id/003527810. Läst 22 juli 2015.
11. ↑  ”SVT1 2015-07-22”. Svensk mediedatabas. 22 juli 2015. https://smdb.kb.se/catalog/id/003597117. Läst 25 maj 2018.
12. ↑  ”SVT1 2015-07-29”. Svensk mediedatabas. 29 juli 2015. https://smdb.kb.se/catalog/id/003598390. Läst 25 maj 2018.
13. ↑  ”SVT1 2015-08-05”. Svensk mediedatabas. 5 augusti 2015. https://smdb.kb.se/catalog/id/003599690. Läst 25 maj 2018.
14. ↑  ”SVT1 2015-08-12”. Svensk mediedatabas. 12 augusti 2015. https://smdb.kb.se/catalog/id/003601010. Läst 25 maj 2018.
15. ↑  ”SVT1 2015-08-19”. Svensk mediedatabas. 19 augusti 2015. https://smdb.kb.se/catalog/id/003602352. Läst 25 maj 2018.
16. ↑  ”SVT1 2015-08-26”. Svensk mediedatabas. 26 augusti 2015. https://smdb.kb.se/catalog/id/003606383. Läst 25 maj 2018.
17. ↑  ”SVT1 2015-09-02”. Svensk mediedatabas. 2 september 2015. https://smdb.kb.se/catalog/id/003607695. Läst 25 maj 2018.
18. ↑  ”SVT1 2015-09-09”. Svensk mediedatabas. 2 september 2015. https://smdb.kb.se/catalog/id/003608965. Läst 25 maj 2018.
19. ↑  ”SVT1 2015-09-16”. Svensk mediedatabas. 16 september 2015. https://smdb.kb.se/catalog/id/003610330. Läst 25 maj 2018.
20. ↑  ”SVT1 2015-09-23”. Svensk mediedatabas. 23 september 2015. https://smdb.kb.se/catalog/id/003611795. Läst 25 maj 2018.